# Pastures del Highveld
El Highveld és un altiplà de Sud-àfrica on es troba la zona metropolitana del Gran Johannesburg. El Highveld està ocupat per zones urbanes i rurals, des de l'est de Johannesburg fins a la frontera de Swazilàndia. Ocupa part de l'altiplà de sud d'Àfrica.

## Geografia
S'eleva de 1.250 m a 1.800 m amb un punt màxim a 2.150 m sobre el nivell del mar, el que correspon al clímax ambiental per mantenir les pastures formant els paisatges típics de Highveld.
El seu subsòl consta de sediments, pedres de sorra i esquists, del supergrup Karoo. Els sòls de sorra vermella dominen al nord-est, més freds i humits.

## Biogeografia
Highveld és la llar d'una ecoregió WWF a la qual en dona el nom: els "prats o pastures d'Highweld". Correspon als límits de l'altiplà en sentit geogràfic per a la seva part oriental, fins al Drakensberg que forma la frontera amb KwaZulu-Natal; a l'oest està delimitat pels deserts de Karoo i Kalahari a través d'una zona de transició on creixen arbustos i arbres, tot i que les herbes encara dominen, i al nord amb l'ecoregió de Bushveld, bosquina de poca alçada.
És una de les regions més contaminades del món en diòxid de nitrogen i diòxid de sofre, principalment a causa de la indústria del carbó.

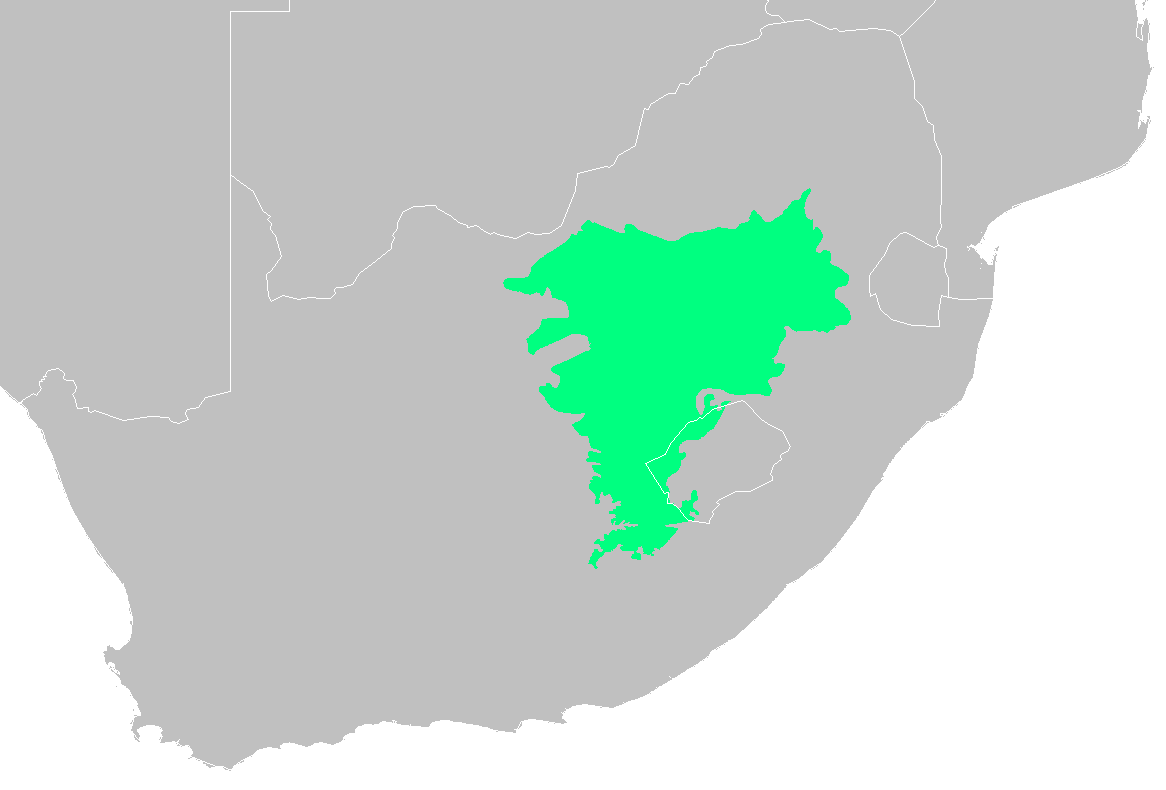
Representació en color verd de la superfície que ocupa l'ecoregió "pastures d'Highveld"

## Flora
La vegetació natural del Highveld consisteix en diferents tipus de praderies que depenen de les precipitacions dins de l'àrea: praderies subtropicals i temperades, amb autèntica sabana que no domina els ecosistemes fins a les latituds més tropicals. Les principals espècies d'herba són Hyparrhenia hirta, Sporobolus pyramidalis i Themeda triandra. Arbres i arbustos que mai han prosperat per la freqüència dels incendis durant l'estació eixuta i pel pesat trepitjar (abans per animals salvatges i ara per bestiar).

## Fauna
El Highveld acull diversos animals en perill d'extinció, inclosos ratpenats de fruita de color palla; La serp més gran d'Àfrica, la pitó de roca africà (Python sebae); zebres de muntanya; i l'ocell nacional de Sud-àfrica, el crani blau (Anthropoides paradiseus). L'única espècie d'ocell endèmica és l'alosa de Botha (Spizocorys fringillaris) 5 i els dos mamífers endèmics: el ratolí pigmeu (Mus orangiae) i el talp daurat hirsut (Chrysospalax villosa). Altres rèptils són el cocodril del Nil (Crocodylus niloticus), el varà del Nil (Varanus niloticus), el varànid (Varanus albigularis) i el Llangardaix gegant Smaug giganteus.